# Бармасов, Александр Петрович
Александр Петрович Бармасов (1880—1972) — советский кинолог, эксперт по охотничьим собакам, деятель охотничьего движения. Судья всесоюзной категории.

## Биография
Родился в 1880 году в Новочеркасске.
В 1920-е годы начал работу в Ленинградском городском товариществе охотников.
А. П. Бармасов исследовал наследуемые признаки разновидностей лаек, в соавторстве с Н. К. Верещагиным разработал первые стандарты пород лаек. В 1920—1930-е годы руководил работой по формированию породы охотничьих собак карело-финская лайка, в дальнейшем занимался чистокровным разведением (а после Великой Отечественной войны — восстановлением) породы.
Впервые в СССР организовал полевые испытания и состязания лаек.
В 1933 году стал председателем сектора лаек ЛООКС, в 1936—1938 гг. был также кинологом-консультантом Лензаготпушнины. В 1947 году был председателем экспертной комиссии на Первых всероссийских состязаниях лаек по белке. В 1958 году стал заместителем председателя президиума Ленинградского кинологического совета.
Автор опубликованной в 1936 году книги «Стандарты лаек в СССР» (совместно с проф. П. Смирновым).
А. П. Бармасов был почётным охотником Ленинградского областного общества охотников и рыболовов